# Cromwell Studios
Les Cromwell Studios ou Southall Studios sont des studios de cinéma situés à Southall, dans l'ancien comté du Middlesex, aujourd'hui dans le borough londonien d'Ealing, dans le Grand Londres, en Angleterre dans lesquels furent tournés plus de 65 films entre 1924 et 1958 .

## Historique
Le studio a été construit en 1924 sur le site d'un ancien hangar d'avions par le réalisateur et producteur de cinéma de l'époque du muet G. B. Samuelson (en). Le premier film tourné dans les Cromwell Studios fut It Is Never Too Late to Mend réalisé par Alexander Butler, sorti en .
Les bâtiments d'origine ont été détruits dans un incendie en 1936, mais le studio a été reconstruit. Après la Première Guerre mondiale, le studio a été utilisé pour la production de longs métrages sous le contrôle global de John Grierson. 
Plus tard, il a été utilisé pour des programmes télévisés tels que Les Aventures du colonel March (Colonel March of Scotland Yard) diffusé en 1955 et 1956.
Tempean Films (en) a produit plusieurs films à Southall dans les années 1950, tels que Kill Me Tomorrow} (1957) de Terence Fisher, ou encore le long métrage The Trollenberg Terror (en) (1958) de Quentin Lawrence (en), sorti aux États-Unis sous le titre The Crawling Eye, basé sur la série télévisée The Trollenberg Terror, qui fut le dernier film tourné aux  Cromwell Studios.
Parmi les acteurs notables ayant tourné des films à Southall, on peut citer Joan Sims, Patricia Owens, Dana Wynter, Christopher Lee, Sandra Dorne (en), Anthony Newley, John Schlesinger, Alfred Burke, Adrienne Corri ou encore Richard O'Sullivan.

## Liste non exhaustive de films tournés dans les Cromwell Studios
- 1925 : It Is Never Too Late to Mend de Alexander Butler
- 1928 : Two Little Drummer Boys (en) de G. B. Samuelson (en)
- 1936 : Dodging the Dole (en) de John E. Blakeley (en)
- 1947 : Dancing with Crime de John Paddy Carstairs
- 1954 : Double Exposure de John Gilling
- 1957 : Kill Me Tomorrow} de Terence Fisher
- 1957 : Account Rendered (en) de Peter Graham Scott
- 1957 : The End of the Line (en) de Charles Saunders
- 1958 : The Trollenberg Terror (en) de Quentin Lawrence (en)